# Alfred Streun
Alfred Streun, švicarski hokejist, * 17. junij 1925, Švica, † 19. november 2019. 
Streun je za švicarsko reprezentanco nastopil na olimpijskem hokejskem turnirju 1952, kjer je z reprezentanco osvojil peto mesto, ter več svetovnih prvenstvih, na katerih je osvojil eno bronasto medaljo.